# Rudolf Marggraff
Rudolf Marggraff (né le 28 février 1805 à Züllichau, mort le 28 mai 1880 à Fribourg-en-Brisgau) est un historien de l'art et écrivain allemand.

## Biographie
Marggraff étudie à Berlin la théologie, la philosophie et les sciences naturelles. Il devient précepteur de deux enfants de la famille Biron von Curland et ensuite recteur d'académie par intérim. Puis il revient à des études d'histoire de l'art et publie de nombreux articles dans des revues.
Après un voyage dans le sud de l'Allemagne qu'il a fait avec son frère Hermann, il s'installe à Munich. Il devient en 1841 professeur d'histoire de l'art et de l'esthétique ainsi que secrétaire général de l'Académie des beaux-arts de Munich. En 1855, il est nommé émérite en récompense de son inventaire de l'Alte Pinakothek. Il meurt au cours d'un voyage à Fribourg-en-Brisgau.

## Œuvre
- Erinnerungen an Albrecht Dürer und seinen Lehrer M. Wohlgemuth, eine Festgabe zur Enthüllungsfeier der Dürerstatue zu Nürnberg, 1840
- Kaiser Max I. und Albrecht Dürer, 1840
- Beschreibung der Ludwigskirche in München, 1842
- Münchens Kunstschätze und Merkwürdigkeiten, 1845
- Vor und nach dem Frieden von Villafranca, 1860
- Das ganze Deutschland soll es sein!, 1861